# Colline di Margalla
Le colline di Margalla (note anche come Margalla Hills; in urdu مارگلہ پہاڑیاں‎?) sono una serie di colline situate a nord di Islamabad, in Pakistan. Si innalzano proprio dietro alla Moschea Faisal, la più grande del mondo, e sono particolarmente adatte per effettuare escursioni o per trovare un po' di sollievo dal caos della capitale. Il momento migliore per le visite è l'inverno, quando cade meno pioggia e le giornate sono caratterizzate da temperature più miti. Queste colline sono attraversate dalla Grand Trunk Road.

## Flora e fauna
Queste alture costituiscono una meta interessante per gli escursionisti, soprattutto a causa della flora e fauna che ospitano. Infatti queste colline boscose sono una delle poche aree rimaste di foresta sempreverde dell'Himalaya occidentale. Tra i rappresentanti della fauna figurano il leopardo indiano, il macaco reso e il goral grigio. Anche l'avifauna della zona è particolarmente ricca.

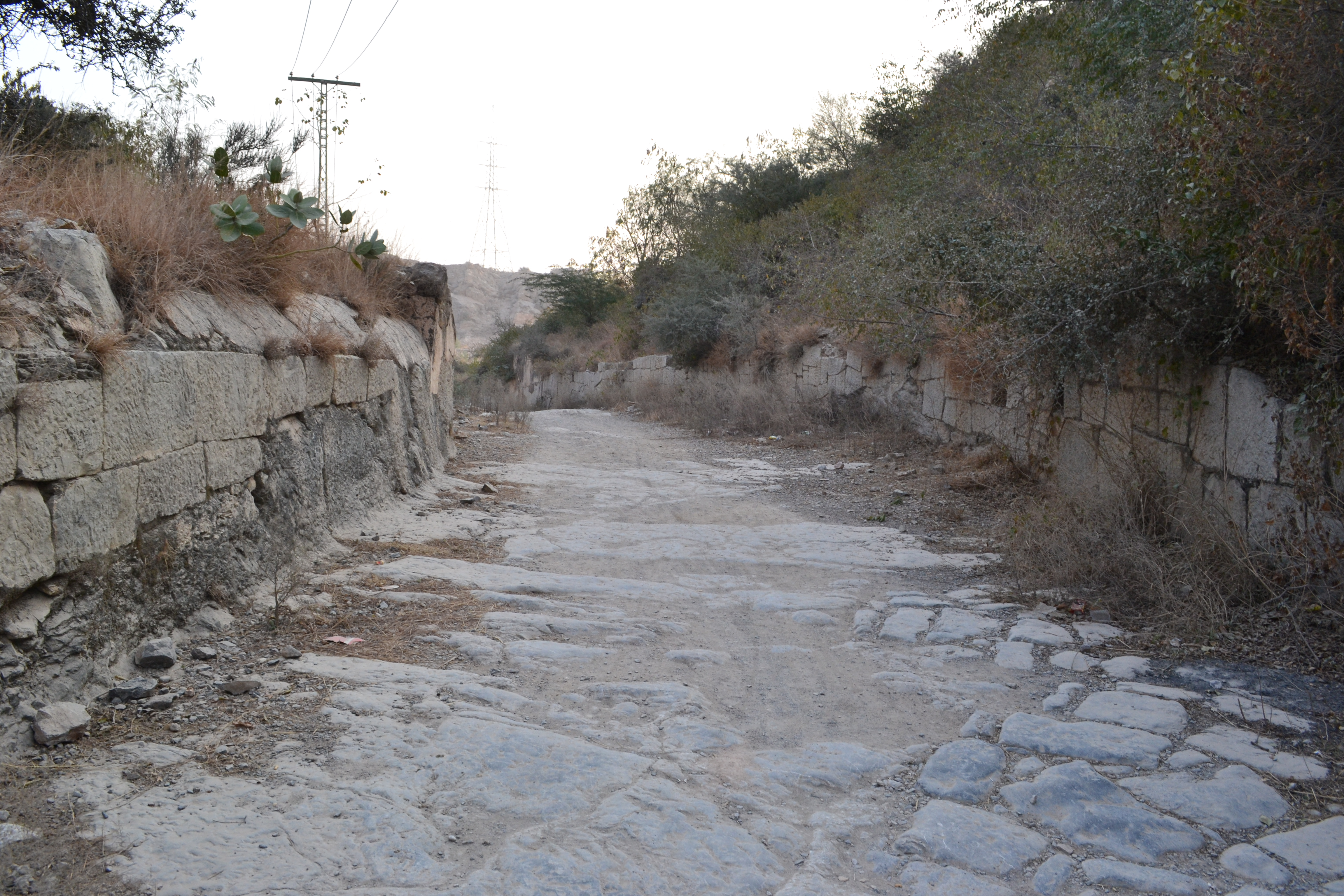
Tratto originale della Grand Trunk Road tra Margalla e i monti Kala Chitta